# Epsilonspannklemme

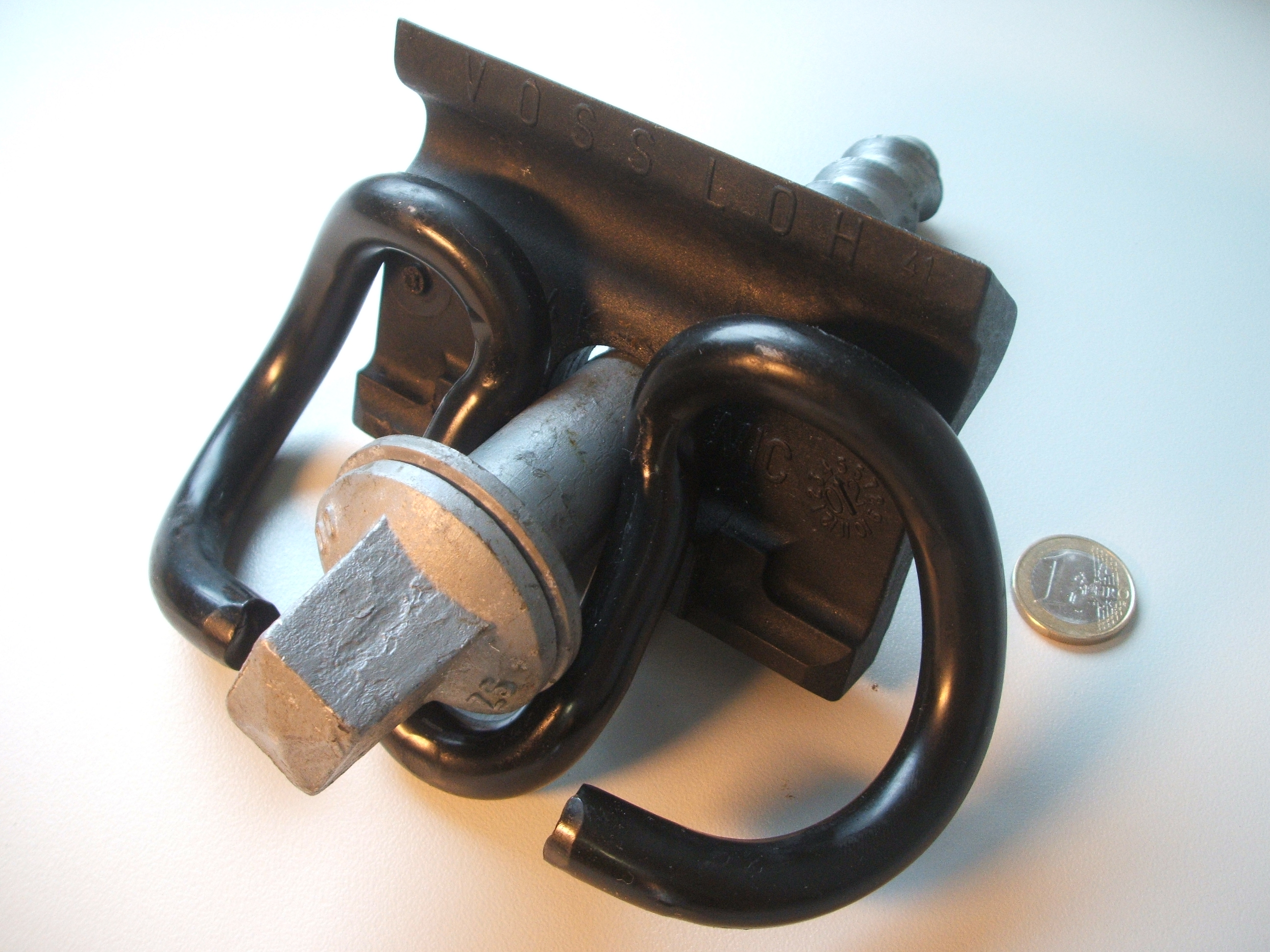
Epsilonspannklemme Skl 14 inkl. Zubehör von Vossloh (Oberbau W)

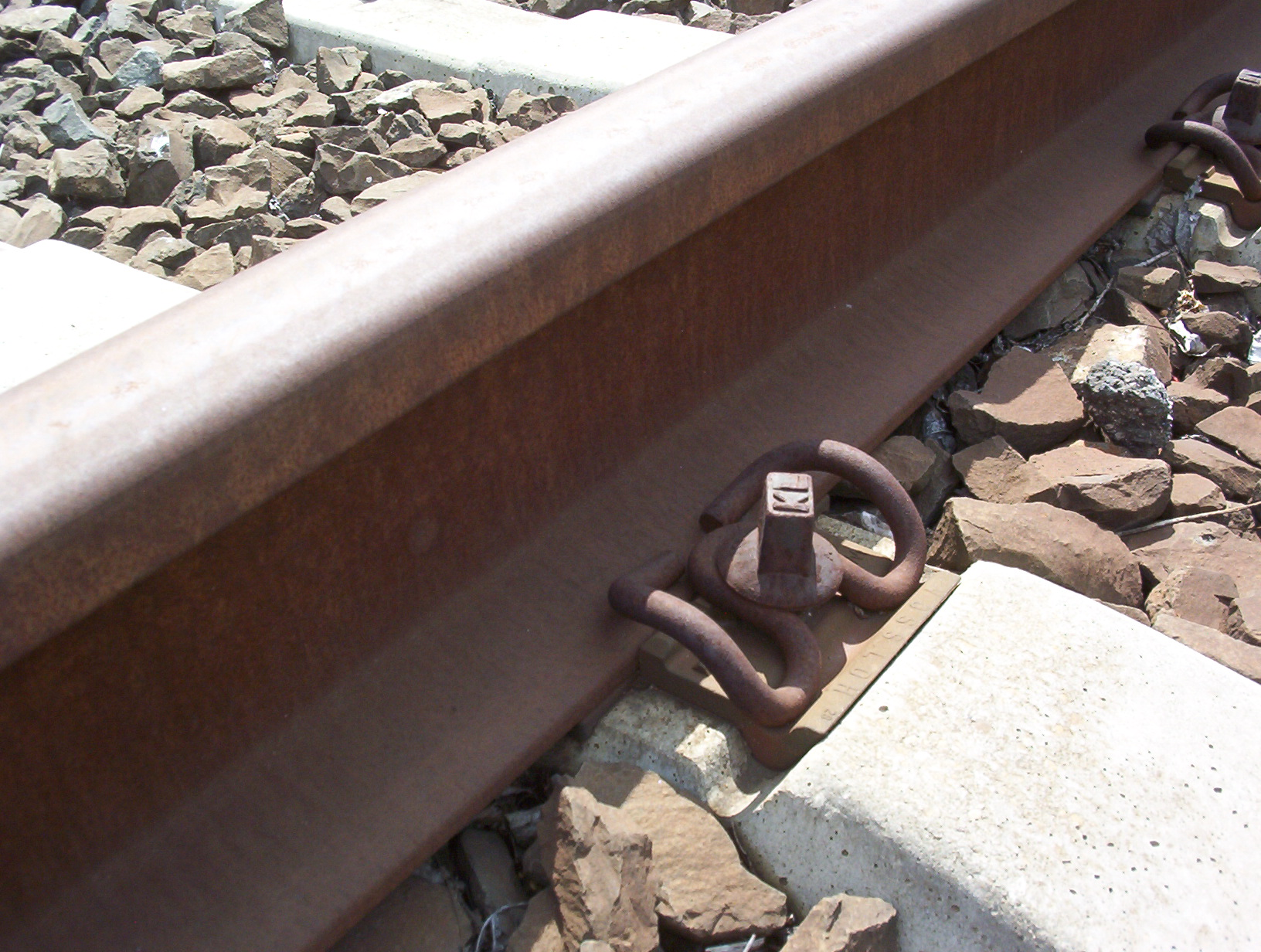
Epsilonspannklemme Skl 14, montiert

Die Epsilonspannklemme ist eine epsilonförmig gebogene Stahlfeder zur elastischen Befestigung von Eisenbahnschienen auf Schwellen als Bestandteil des Oberbaus W. Bei der aus dickem Runddraht gefertigten, zwischen Schwellenschraube und Schienenfuß eingefügten Feder handelt es sich um eine besondere Bauart der Spannklemme (eisenbahntechnische Abkürzung: Skl). Die Epsilonspannklemme wurde am Anfang der 1960er-Jahre an der Technischen Hochschule München entwickelt und wird seit 1967 gefertigt und verwendet. Im Vergleich zur älteren Befestigungsart Oberbau K sind in ihr die Funktionen von zwei Bauelementen – einer Art Federring und der sogenannten Klemmplatte als Auflagestück auf den Schienenfuß – vereinigt. Die Variante von Oberbau K, in der diese Spannfeder verwendet wird, hat die Bezeichnung Oberbau KS. Von der Klemmplatte rührt das Teilwort Klemme in der Spannklemme her.
Eine Spannklemme ist prinzipiell kein neues Bauteil für die elastische Schienenbefestigung. Es gab und gibt diverse andere Bauformen. Auch von der Epsilonspannklemme gibt es heute diverse Ausführungen, die mit Skl und einer zusätzlichen Nummer voneinander unterschieden werden.
Technisch weiterentwickelt ist die M-Klemme von Vossloh.

## Wirkungsweise
Eine Sicherheits-Maßnahme dafür, dass sich die von einer Schraube gehaltene axiale Befestigungskraft im Betrieb möglichst nicht oder nur in erträglichem Maß ändert, ist das Unterlegen einer möglichst „weichen“ Feder, d. h. einer mit flacher Federkennlinie. Bei der Bauweise Oberbau K wird eine Art Federring unter den Kopf der Schwellenschraube gelegt, der eine Schraubenfeder mit nur knapp zwei Windungen ist. Bei Holzschwellen genügt das (das Schwellenholz ist ausreichend elastisch, um einen Beitrag zur Elastizität der Schraubenverbindung zu leisten), nicht aber bei Betonschwellen, die wesentlich unelastischer als solche aus Holz sind. Für Letztere ist u. a. die vorliegende und weichere Spannklemme in Epsilon-Form erforderlich.
An deren elastischer Nachgiebigkeit sind vor allem die beiden äußeren Arme beteiligt. Der mittlere Teil der Klemme (Mittelschlaufe in Form eines offenen Ovals) ist Kontaktteil zur Schwellenschraube. Die beiden äußeren Arme werden elastisch gebogen und tordiert. Sie übertragen ohne Vermittlung eines weiteren Bauteils die Anpresskraft auf den Schienenfuß. Am Übergang von der Mittelschlaufe her liegen sie auf der auf der Schwelle liegenden Platte zur Führung des Schienenfußes. Beim Andrehen der Schwellenschraube verbiegen sich die beiden Arme beispielsweise um 12 mm und drücken danach mit 9 kN auf den Schienenfuß.
Die Schwellenschraube wird so weit eingedreht, bis der Vorderteil der Mittelschleife zum Anschlag mit einer überstehenden Leiste auf der auf der Schwelle liegenden Platte kommt. In Richtung Schiene steht die Mittelschleife etwas vor, was als Anschlag gegen Abheben oder Kippen der Schiene dient, wenn die elastischen Niederhaltekräfte überschritten werden sollten. Der Spalt zwischen der Mittelschleife und dem Schienenfuß ist kleiner als 2 mm.
Die hohe Elastizität des Schienenbefestigungssystems reduziert die durch Schwingungen des Gesamtsystems aus Schotter, Betonschwellen, Schienen und der Fahrzeugräder hervorgerufene – insbesondere auf der Innenschiene in Kurven stattfindende – Riffelbildung.